# Oflag
Oflag, abréviation de Offizierslager (« camp d'officiers » en français), est le nom donné en Allemagne aux camps de prisonniers de guerre destinés aux officiers durant la Seconde Guerre mondiale. Ils sont désignés par un chiffre romain qui représente leur région de rattachement et par une lettre pour les différencier lorsqu'il y en a plusieurs dans la même région (par exemple IV-D).
Contrairement à ce qui se passait dans d'autres camps de prisonniers allemands, les conditions de détention étaient relativement bonnes, respectant les Conventions de Genève relatives aux prisonniers de guerre et permettant les inspections et les interventions de la Croix-Rouge internationale.
Les hommes du rang et les sous-officiers étaient regroupés dans d'autres camps appelés Stammlager, en abrégé Stalags.

## Liste des Oflag
- Oflag II-A de Prenzlau
- Oflag II-B d'Arnswalde
- Oflag II-C (en) de Woldenberg
- Oflag II-D de Groß-Born
- Oflag II-E de Neubrandenburg
- Oflag III-A de Luckenwalde

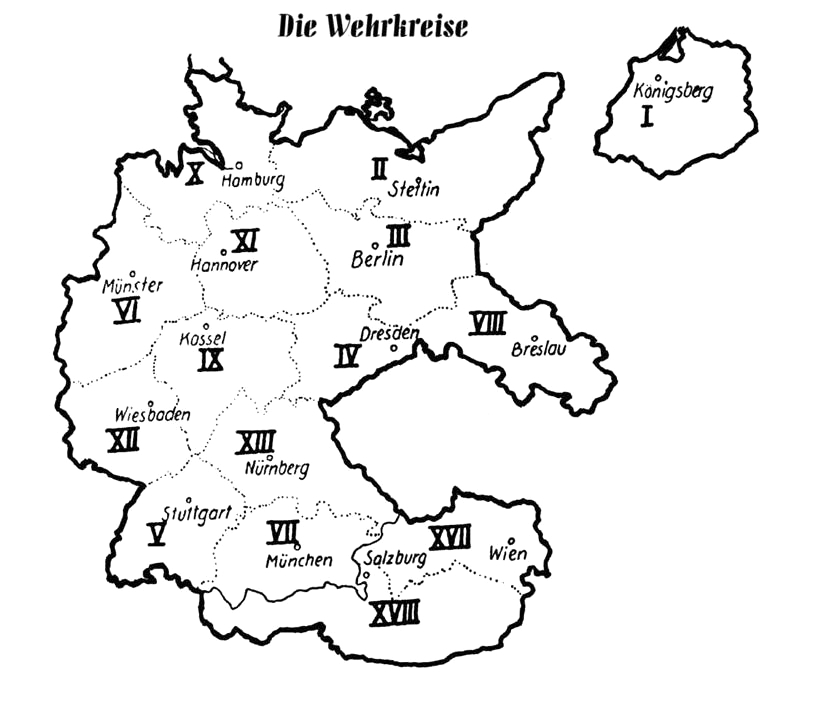
Les régions de rattachement.

- Oflag III-B de Tiborlager bei Schwiebus
- Oflag III-C (en) de Lübben
- Oflag IV-A (en) d'Hohnstein
- Oflag IV-B de la forteresse de Königstein
- Oflag IV-C (en) du Château de Colditz
- Oflag IV-D d'Elsterhorst[1]
- Oflag V-A (de) de Weinsberg
- Oflag V-B (en) de Biberach an der Riß
- Oflag V-C (de) du Château de Bad Wurzach
- Oflag VI-A (de) de Soest
- Oflag VI-B (en) de Dössel (en)
- Oflag VI-C (de) d'Osnabrück
- Oflag VI-D de Münster
- Oflag VII-A de Murnau am Staffelsee
- Oflag VII-B d'Eichstätt
- Oflag VII-C (en) du Château de Laufen
- Oflag VII-C/Z de Tittmoning
- Oflag VIII-A de Kreuzburg
- Oflag VIII-B de Silberberg
- Oflag VIII-C de Juliusburg
- Oflag VIII-E (en) de Johannisbrunn
- Oflag VIII-F (en) de Wahlstatt
- Oflag IX-A/H (en) de Spangenberg
- Oflag IX-B de Weilbourg
- Oflag IX-A/Z (de) de Rotenburg an der Fulda
- Oflag X-A/Z de la Caserne Hanseaten (de) (Itzehoe)
- Oflag X-B (en) de Neinburg/Weser[2]
- Oflag X-C de Lübeck[3]
- Oflag X-D de Fischbek (Hambourg)
- Oflag XI-A de Volodymyr
- Oflag XI-B de Brunswick
- Oflag XII-A (en) d'Hadamar
- Oflag XII-B (en) de Mayence
- Oflag XIII-B de Nuremberg, puis d'Hammelburg
- Oflag XVII-A d'Edelbach[4]
- Oflag XVIII-A de Lienz
- Oflag XVIII-B de Wolfsberg
- Oflag XVIII-C de Spittal an der Drau
- Oflag XXI-B (en) de Szubin
- Oflag XXI-C (en) de Schildberg
- Oflag 79 (en) de Waggum (Brunswick)